# Коза в мифологии

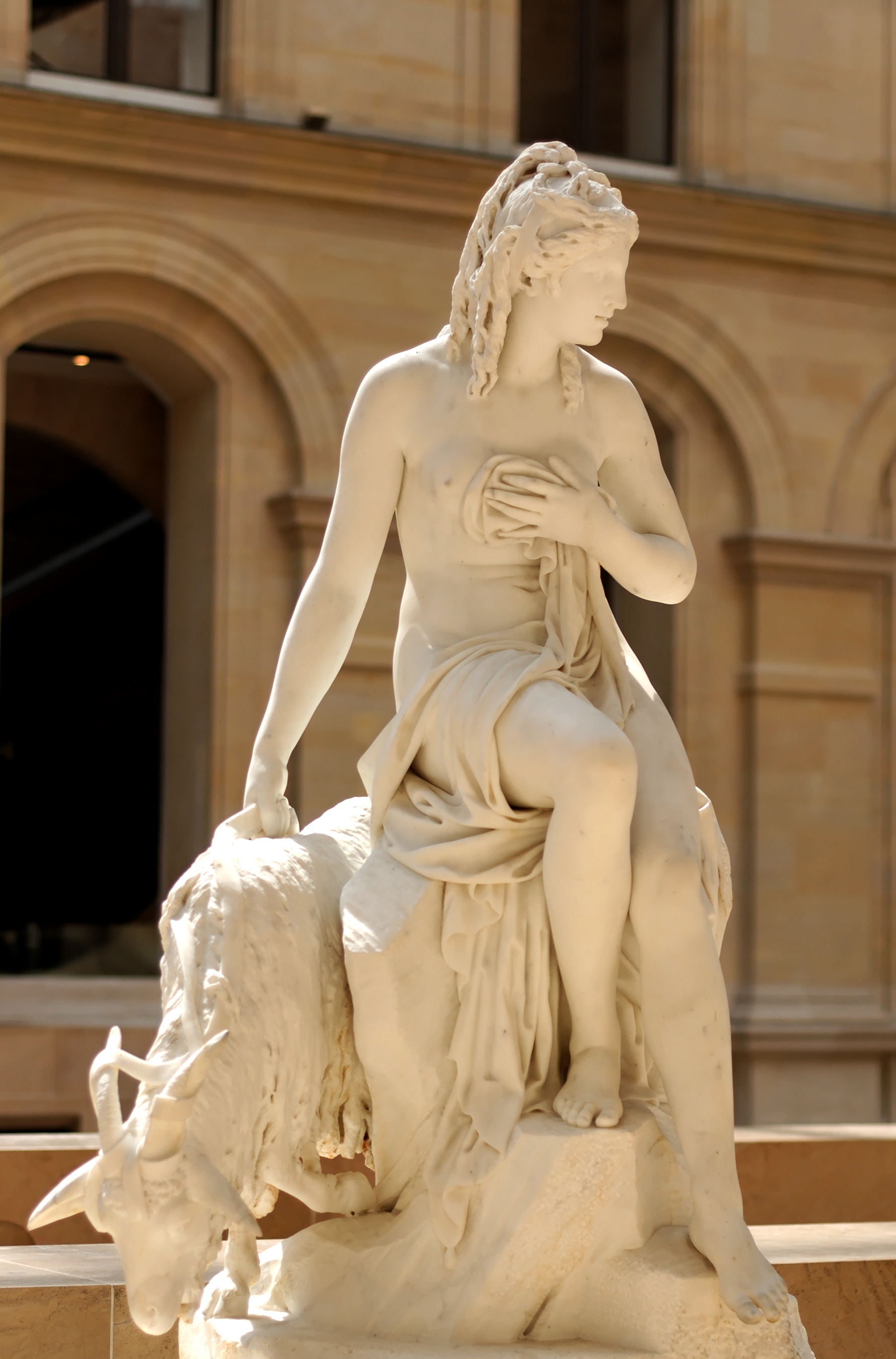
Амалфея в скульптурной композиции во французской Рамбуйе

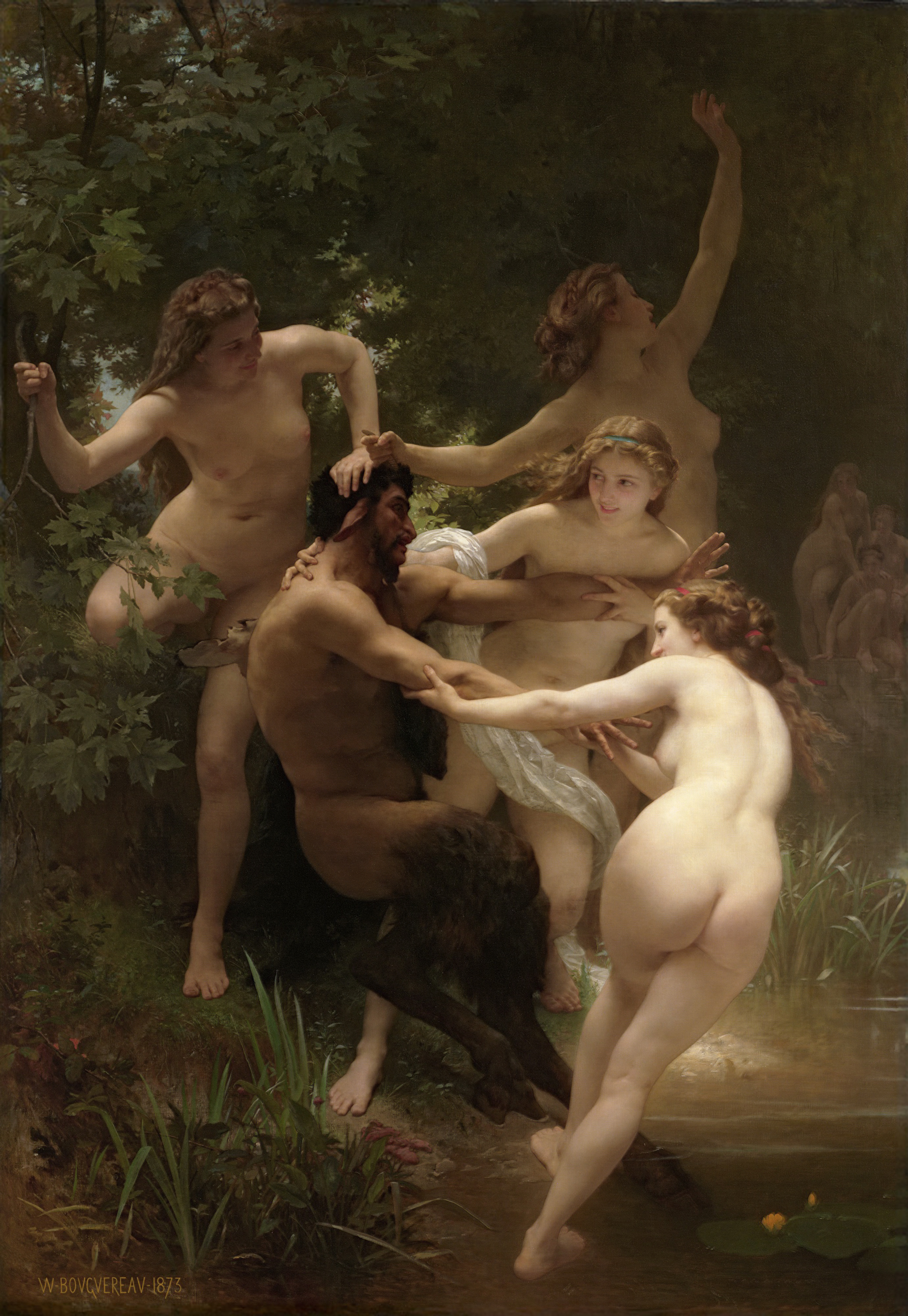
«Нимфы и сатир». Вильям Бугро, 1873

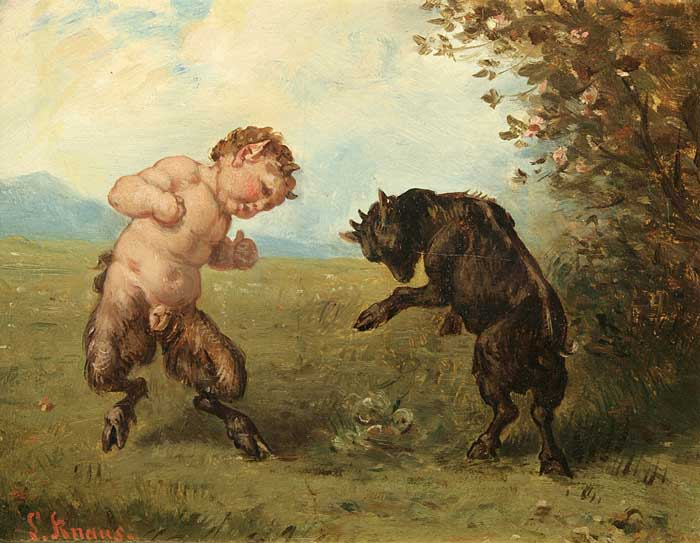
«Маленький фавн и козлёнок». Людвиг Кнаус

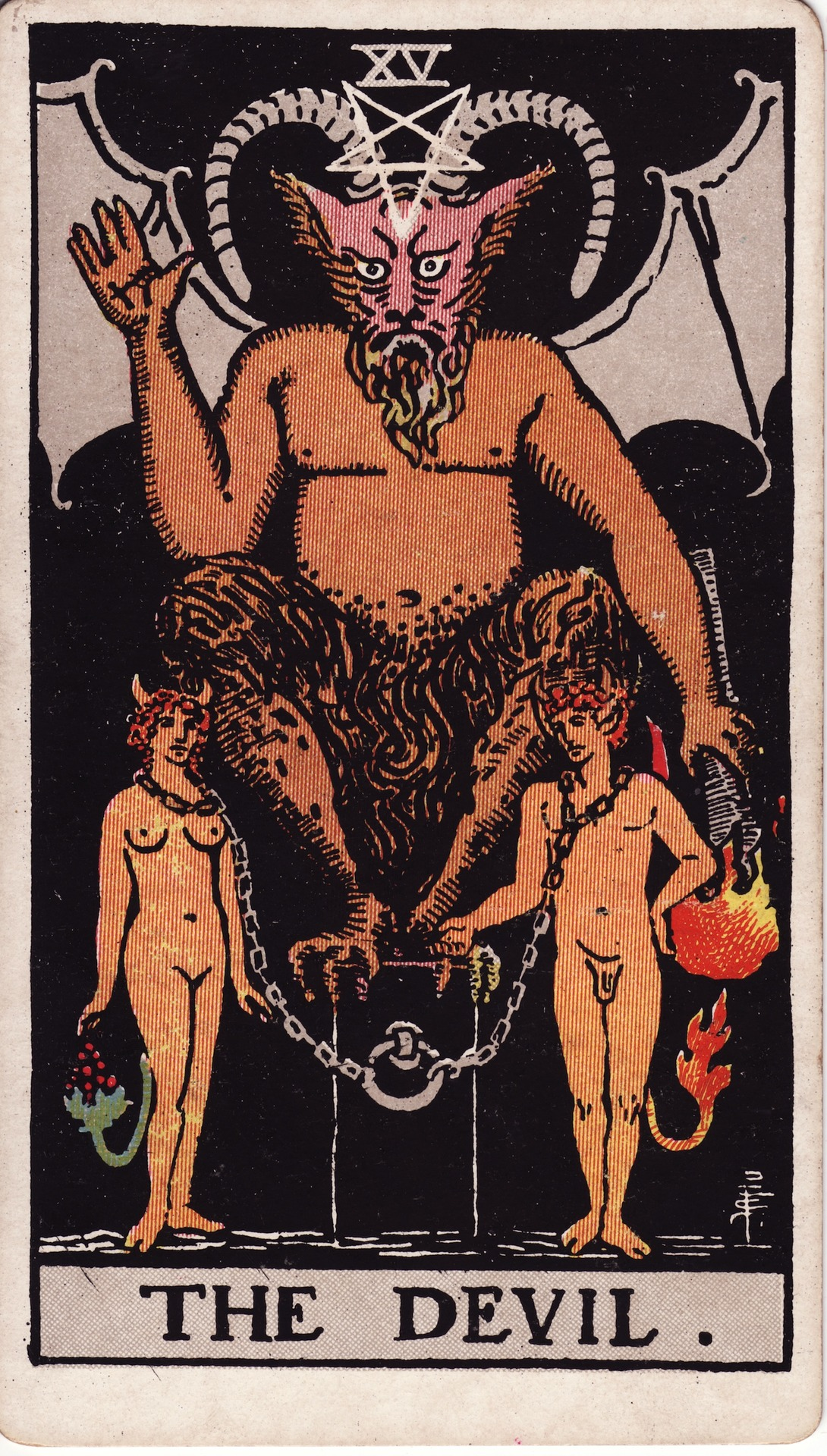
Козлоголовый дьявол на карте колоды Таро дизайна Райдера — Уэйта

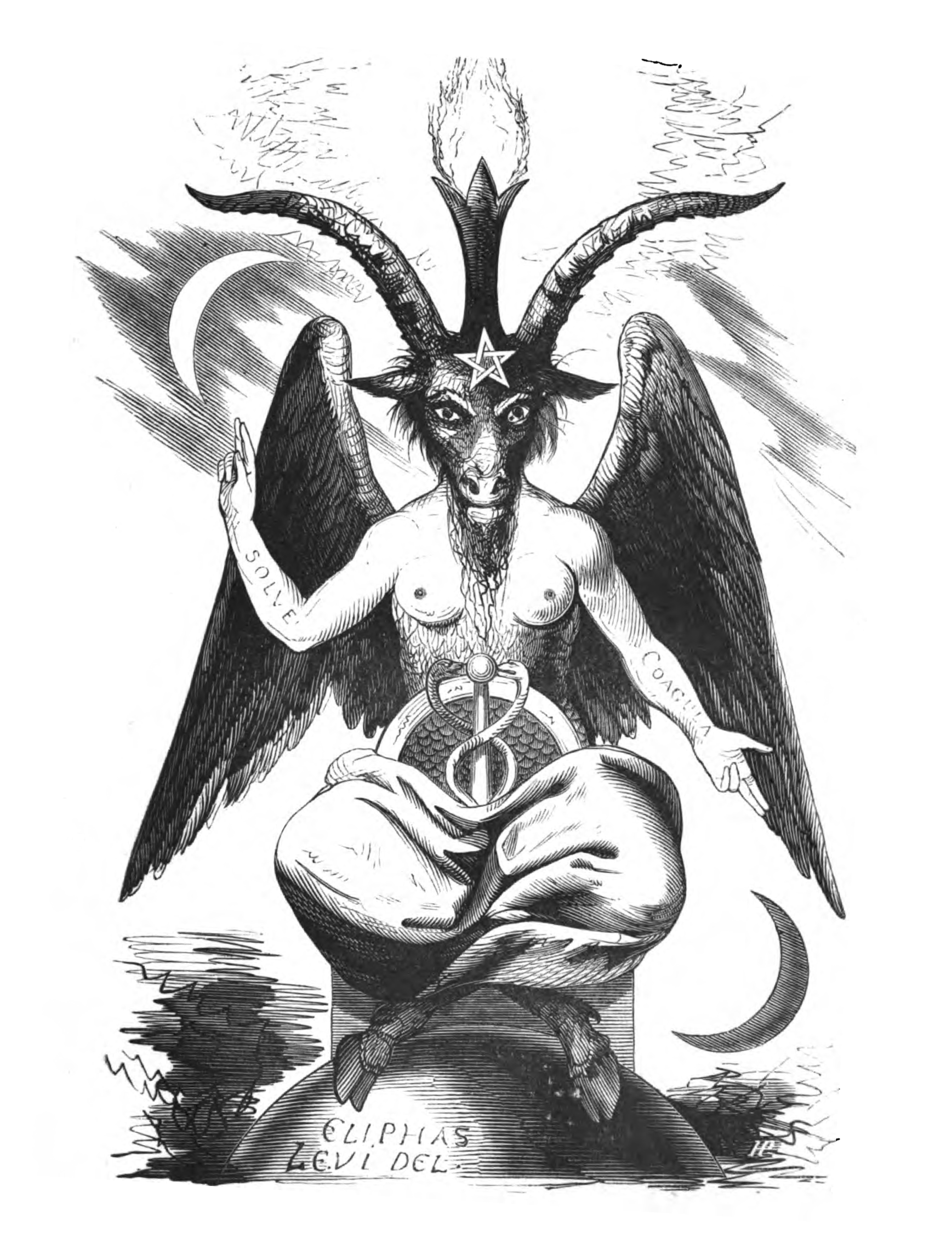
Бафомет. рисунок Элифаса Леви. Этот демон изображаются с головой козы и человеческом телом

В мифологии и фольклоре различных культур образ коз и козлов занимает своё место наряду с другими животными. Коза как одно из самых первых одомашненных животных у многих народов связывалась с плодородием. Козлы, в свою очередь, олицетворяли исключительную похотливость, c самых древних времён именно самцам коз приписывали связь с дьяволом и служение ему. Ряд божеств, духов и мифических существ имеют те или иные козлиные черты или атрибуты.

## В мифологии
В германо-скандинавской мифологии упоминается коза Хейдрун, щиплющая листья с дерева Иггдрасиль, медвяное молоко которой затем пьют эйнхерии. Бог грома Тор владеет колесницей, которую тянут козлы Тангниостр и Тангриснир. Ночью, когда он разбивает лагерь, Тор забивает коз и ест их мясо, но заботится о том, чтобы все кости остались целыми. Затем он сохраняет останки, а утром козы всегда оживают, чтобы вновь тянуть колесницу. Однажды сын фермера, которого пригласили разделить трапезу, ломает одну из костей ноги козла, чтобы добраться до костного мозга, нога животного утром остается сломанной, из-за чего мальчик вынужден служить Тору в качестве слуги, чтобы компенсировать ущерб.
Вероятно связанный с вышеуказанным мифом, Йольский козёл является одним из старейших скандинавских и североевропейских символов как языческого праздника Йоля, так и привнесённого позже христианами Рождества. Первоначально символ обозначал козу, которую зарезали во время Йоля, впоследствии он трансформировался в фигуру козла, сделанную из соломы. Евльский козёл — гигантская версия маленьких соломенных фигурок, что традиционно возводится каждый год в шведском городе Евле.
В древнегреческой мифологии Амалфея — коза вскормившая младенца Зевса из шкуры которой затем был сделан щит под названием Эгида. Младшее божество древнегреческого пантеона — Пан — имеет человеческую верхнюю часть тела, нижняя часть при этом — козлиная, а голову венчают рога. Пан считается очень похотливым богом, почти все мифы, связанные с ним, были связаны с его погоней за нимфами. Ему также приписывают создание особой флейты. В иных культурах и интерпретациях Пана отождествляют с Эгипаном, и связывают с сатирами, фавнами и другими подобными существами, общим признаком которых является дикий, необузданный нрав, а также связь с густыми лесами и буйной растительностью.
Другое существо античных мифов, Химера, мифический гибрид, фигура которого сочетает в себе части тела различных животных, в числе которых — туловище и голова козы, расположенная посередине. Вдобавок эта козья голова была способно поражать своих противников «страшным пламенем», подобно огнедышащему дракону.
Плиний Старший в своей Естественной истории упоминает некое козлоподобное животное под названием Йейл. Позже его образ перекочевал в средневековые европейские бестиарии, а ещё позже стал использоваться и как геральдический символ. Йейл описывается как копытное размером с лошадь, сочетающее в себе признаки антилопы и козы с длинными рогами и бивнями, которые он способен поворачивать в разные стороны.
Морской козёл, образ которого был в своё время заимствован греками от вавилонян со временем трансформировался в астрологический символ Козерога.

## В Библии
Козы много раз упоминаются в Библии. На их важность у иудеев указывают семь различных еврейских и три греческих термина, использованных в религиозных текстах. Согласно еврейскому кашруту, коза считается «чистым» животным, а козлёнка было принято закалывать для почётного гостя. Козы могли использоваться и для некоторых видов жертвоприношений. В Книге Исход упоминается, что в лагере, в котором находилась скиния, использовались занавески из козьих шкур (Исх. 25:4). Козлиные рога годились для изготовления ритуального духового инструмента шофара. Во время проведения важного для иудеев праздника Йом-кипур выбирались два козла, и для них бросался жребий. В результате одного из козлов приносили в жертву, а другому позволяли бежать в пустыню, что символически обозначало избавление от грехов общины (Лев. 16:20—22). Благодаря такому обряду в обществе закрепилось метафора «козёл отпущения», образно обозначающая человека, на которого возлагается вина за неудачи других людей с целью скрыть настоящие их причины.

## В оккультизме и сатанизме
Христианская фольклорная традиция Европы ещё со времён средневековья связывала образ козлов с Сатаной. В то время было распространено суеверие, что козы нашёптывали непристойные фразы на ухо святым. Обычным средневековым изображением лика дьявола была козлиная морда с рогами и характерной бородкой. Козёл имеет давнюю связь с сатанизмом и языческими религиями, эта связь сохраняется и в современном обществе. Считалось, что ведьмы вызывают дьявола в виде козла на своих шабашах, в таком же виде появляется дьявол во время проведения чёрной мессы.
В оккультизме, как образ Бафомета, так и символ связанного с ним сигила имеет форму перевёрнутой пентаграммы с вписанной в неё головой козла, он был введён в обиход Элифасом Леви, который изобразил козлоголовое существо на XV аркане своей колоды Таро. Впоследствии сигил был принят как официальный символ церкви Сатаны.

### В современной культуре
Козёл по прозвищу Чёрный Филипп — олицетворяющий тёмные силы персонаж в кинокартине американского режиссёра Роберта Эггерса «Ведьма» (2015). В сюжете фильма козёл играет немаловажную роль, хотя это и не сразу становится ясно. Критики, анализирующие фильм, отмечали использование мотивов связи козлов с тёмными силами, в частности с шабашами ведьм, изображения которых фигурируют на картинах живописцев и гравёров позднего Средневековья и раннего Нового времени.